# Stemonitidaceae
A Stemonitidaceae (ICN, más néven Stemonitaceae; ICZN szerinti névalak: Stemonitidae) a Myxogastria Stemonitidales csoportjának kládja. Először Elias Magnus Fries írta le 1829-ben.:222

## Történet
Először Elias Magnus Fries írta le 1829-ben. 2019-ben Leontyev et al. módosították leírását, újból létrehozva az Amaurochaetaceae, Lamprodermataceae és Licaethalium kládokat, melyek tagjai e kládból kikerültek, a Stemonitidaceae csoportban 3 nemzetséget (Macbrideola, Stemonitis, Symphytocarpus) és egy meg nem erősített helyzetű fajt, a Lamproderma cacographicumot benne hagyva.:222–223 2015-ben Thomas Cavalier-Smith a Columellidia ribocsoportba sorolta.
2023 előtt ismert fajai perídiuma mind teljesen ideiglenes, ekkor fedezték fel az első részben fennmaradó perídiumú fajt.
2023-ban Gmosinszkij et al. a Symphytocarpus trechisporus és az Amaurochaete trechispora fajok egyesítésével létrehozták a Valtocarpus nemzetséget, melyet a Stemonitidaceae kládba soroltak, mivel kimutatták, hogy e két faj egymás testvércsoportja, így az Amaurochaete és a Symphytocarpus is polifiletikus nemzetségnek bizonyultak.

## Morfológia
Tönkje üreges, kérges, alapi része többé-kevésbé átlátszó. Kapillítiuma kolumelláris eredetű, elágazó és anasztomózist képez, fonalai általában hálót alkotnak. Ez feltehetően a klád ősi jellemzője.:222 Sporokarpiuma tönkkel rendelkezik.
A Symphytocarpus és a Valtocarpus áletáliumos fajokat tartalmaz, de számos fajában konvergens evolúcióval kialakult összetett termőtestek is előfordulnak, melyeknek 2019-ben nem volt ismert, hogy önálló nemzetségbe vagy más egyszerű sporokarpiumú nemzetségekbe tartoznak. A Stemonitis hengeres sporokarpiumú és elágazó és anasztomózist képző kapillítiumú, a Macbrideola pedig gömbölyű vagy tojás alakú sporokarpiumú és kapillítiumháló nélküli nemzetség.:223 A Stemonitis sporokarpiumai önállók.:230
Tönkje epihipotallikus, és általában valós columellává és perídiummá nő. Tönkje, kolumellája és hypothallusa nem meszesül. A kolumella különböző alakú lehet: a S. amphorocolumellában amfora, a S. capillitionodosában szinuszgörbeszerű, a S. flavogenitában és sichuanensisben membránkiterjedés, utóbbiban ellipszis vagy háromszög alakú.
Spórái, tönkje, kapillítiuma sötétek, a tönk üreges, kérges, a kapillítium állhat csomókból, melyek egy része lehet a membrános kiterjedésben is, vagy lehet membrános. Felszíni hálója 12–20 μm átmérőjű.
Spórái kiemelkedései lehetnek dudorok, tüskék vagy hálók, belül lehetnek üregesek.
Korábban a tönk fonalasságát használták annak eldöntésére, hogy egy faj, melyről ismert volt, hogy az Amaurochaetaceae vagy a Stemonitidaceae tagja, mely kládba tartozik, de Gmosinszkij et al. kimutatták, hogy ez nem megfelelő.

## Élőhely
Gyakran alacsony növények levelein, élő fakérgen vagy holtfán élő, de városokban is megtalálható kozmopolita klád. A Valtocarpus tőzeglápokon is él.

## Életciklus
A spóra csírázáskor 1 protoplasztot bocsát ki pórusokon keresztül. Ennek átmérője 7,5–10 μm, és 1 ostorú gömbölyű rajzósejtté válik nedves környezetben. Alacsonyabb nedvességtartalom mellett ezek szabálytalan, 1 ostorú mixamőbákká válnak. Plazmódiuma afanoplazmódium, a spóracsírázás után 8 nappal alakul ki. Korallplazmódiuma ezután fokozatosan nő, és jól láthatóvá válik, és vékony. Sporulációja 3 részes: először létrejönnek a spóratartók, ekkor a plazmódium anomáliás tömeget alkot, mely több primordiummá különül el. A hypothallus először a primordium alatt jelenik meg sejtplazma-szekrécióval, melyet a primordiumnyúlás követ. A 2. szakasz a spóratartók legnagyobb magasságának elérése után induló tönkképződés. A 3. szakasz a sporokarpiumok érése, ekkor fokozatosan sötétülnek az eleinte fehér spóratartók a spórák kialakulásával, és a fényes perídium eltűnik. A sporokarpiumok csoportosak, többé-kevésbé hengeresek, állók, közös hypothalluson állnak.
Plazmódiuma általában afanoplazmódium, a legtöbb faj perídiuma ideiglenes, a S. amphorocolumella perídiuma egy része gallérfilmként fennmarad a sporokarpium alapján. Termőtestet általában tápanyagbőség és magas nedvességtartalom mellett, például tőzeglápok közelében, Sphagnum és Polytrichum nemzetségbeli mohákon, kis ágakon és avaron képez.

## Genetika
Aktin- és miozingénjei egyaránt vannak. Alacsony tápanyagmennyiség hatására több miozint expresszál, növelve annak koncentrációját és a fehérjetartalomban való részesedését is.

## Filogenetika
18S rRNS alapján a Stemonitis monofiletikus, a S. amphorocolumella legközelebbi rokona a S. fusca.

## Fosszíliák
Legkorábbi ismert fosszíliái mintegy 100 millió éves mianmari borostyánban megőrződött sporokarpiumok, és a Stemonitis nemzetséghez hasonlítanak. Ez alapján legkésőbb ekkor már létezett a klád.